# Oeral Thús (schip, 1924)
Oeral Thús is het skûtsje waarmee Joure meedoet aan het SKS skûtsjesilen.  Joure  was in 1973 het veertiende en laatste schip dat bij de SKS-vloot aansloot. Het bestuur van de SKS had al eerder besloten dat veertien skûtsjes het maximum was.

## Geschiedenis
Het skûtsje werd in 1924 gebouwd op de werf van Van der Werff in Bûtenstfallaat bij Drachten. Het werd gekocht op de keap (op de koop), zoals het destijds werd genoemd als een schip werd gebouwd terwijl er nog geen koper voor was. Eerste eigenaar was Anne Groenveld uit IJlst die het destijds kocht toen het voor de helft was afgebouwd. Er werd in de begintijd veel turf mee vervoerd, onder andere vanuit Valthermond en Emmer-Compascuum. De reis naar IJlst duurde ongeveer 14 dagen. In IJlst werd de turf overgeladen in een praam, waarna de turf werd verkocht aan inwoners van IJlst. Later werd ook met terpaarde, grind en kolen gevaren. Na het overlijden van Anne Groenveld kwam zoon Meinte aan het helmhout. De vrachtvaart liep na de oorlog sterk terug, al werd in 1953 in het vrachtboekje nog een vracht kolen genoemd.
Nadat het schip jarenlang als woonboot van Meinte Groenveld aan de kade in IJlst had gelegen, werd het in 1976 verkocht aan Kees Koehoorn, die ermee wilde zeilen in de SKS. De SKS had evenwel in 1968 een skûtsjestop ingesteld, zodat de Oeral Thús voor de wal bleef liggen. In 1984 werd het schip doorverkocht aan Gerrit Roosjen uit Franeker, die het vaartuig ingrijpend restaureerde. In 1985 zeilde het mee in de B-klasse van de IFKS met als schipper Hidzer Lodewijkszoon Meeter.
In 1986 en 1987 is Andre Hoek schipper op de Oeral Thús en hij werd er kampioen mee in de A-klasse.
Eind 1987 kocht de Stichting Skûtsje Haskerlân het schip en van 1988 tot 2000 deed Anne Tjerkstra binnen de SKS mee in de bovenste helft. In 2007 zou Jitze Grondsma de nieuwe schipper worden, maar hij is in dat voorjaar onverwacht overleden. Sinds 2007 was Dirk Jan Reijenga de schipper. Na een tweede plaats in 2010 werd de Oeral Thús in 2015 kampioen. Het is het eerste skûtsje dat zowel kampioen is geworden bij de SKS als bij de IFKS.
Het jaar 2017 verliep verre van wenselijk voor de Jousters.  Ze werden uitgesloten van deelname omdat het mastbeslag niet voldeed aan het originaliteitsreglement. In februari 2018 maakte schipper Dirk Jan Reijenga bekend, dat hij stopte als schipper. Hij was niet meer in staat om de energie en het enthousiasme op te brengen, dat nodig is om optimaal te kunnen functioneren als schipper. Zijn opvolger is Rinus de Jong, een beroepsschipper die eerder bemanningslid is geweest op de skûtsjes van Eernewoude en Langweer. Rinus de Jong behaalde in zijn eerste jaar 2018 een elfde plaats en in 2019 een negende plaats.

## Schippers
- 1973 - 1975 Hielke Baukes de Vries
- 1976 - 1978 Sipke Tjerkstra
- 1979 - 1983 Piet de Vreeze
- 1984 - 1999 Anne Tjerkstra
- 2000 - 2002 Pieter Syperda
- 2003 - 2006 Allard Syperda
- 2007 - (overl.) Jitze Grondsma
- 2007 -  2017 Dirk-Jan Reijenga
- 2018 -  heden Rinus de Jong

## Skûtsjes
- de Vlecke (1)	1973-1984
- de Vlecke (2)	1985-1987
- Oeral Thús (084)	1988 - heden